# Dekanat Neu-Ulm

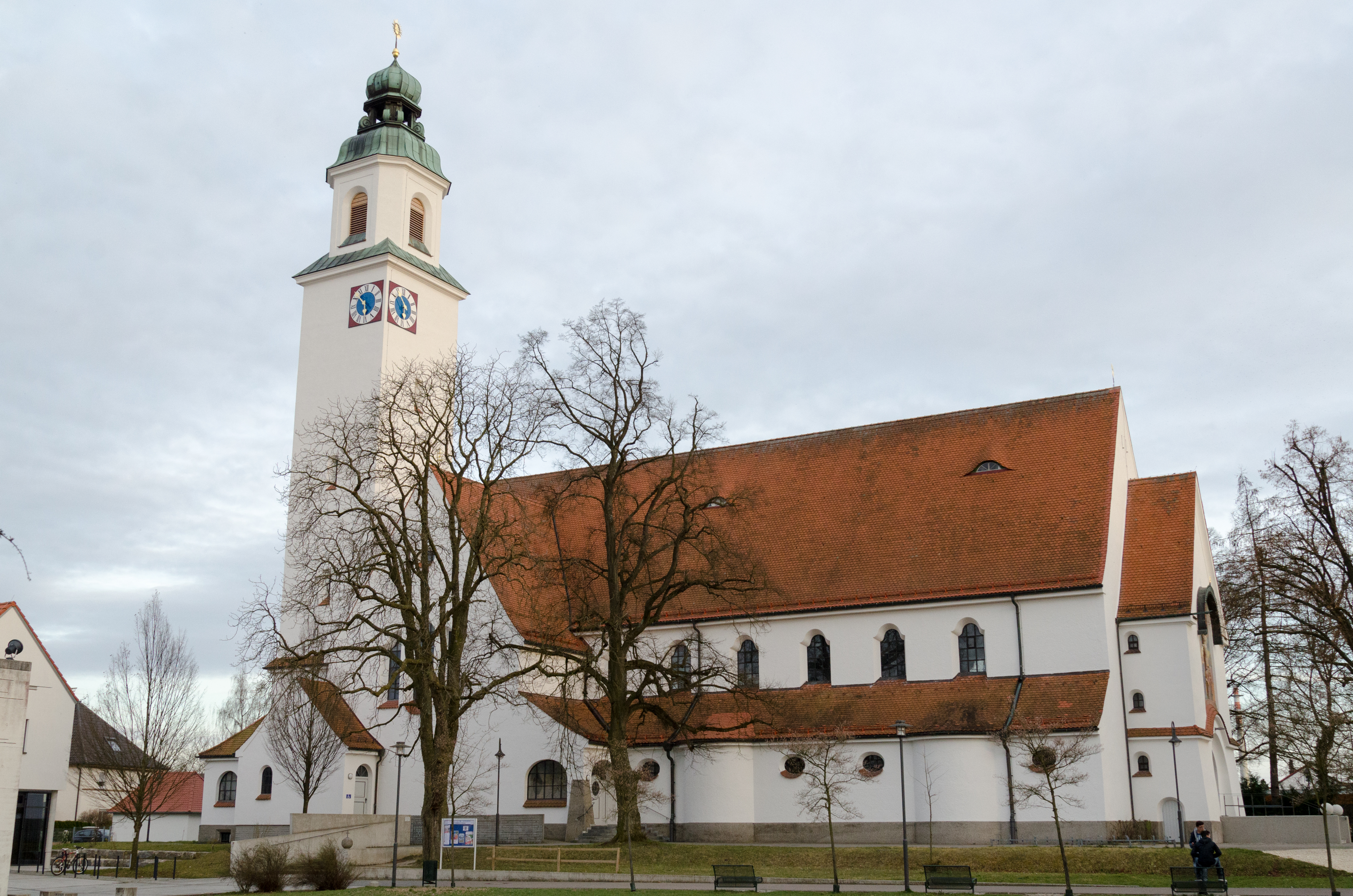
Die Dekanatskirche St. Michael in Vöhringen

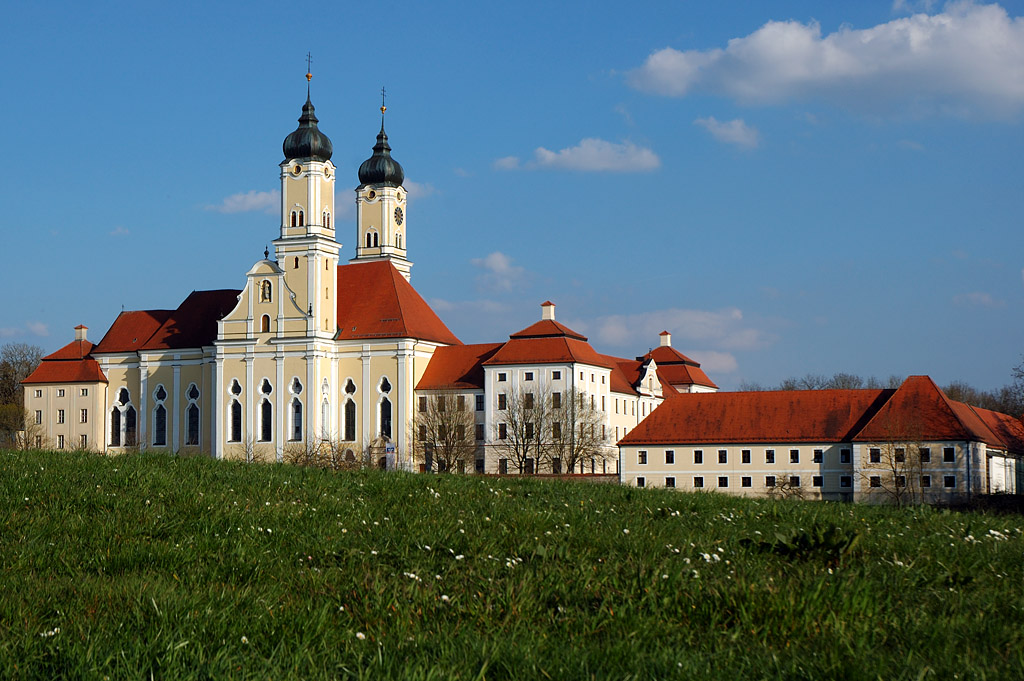
Kloster Roggenburg

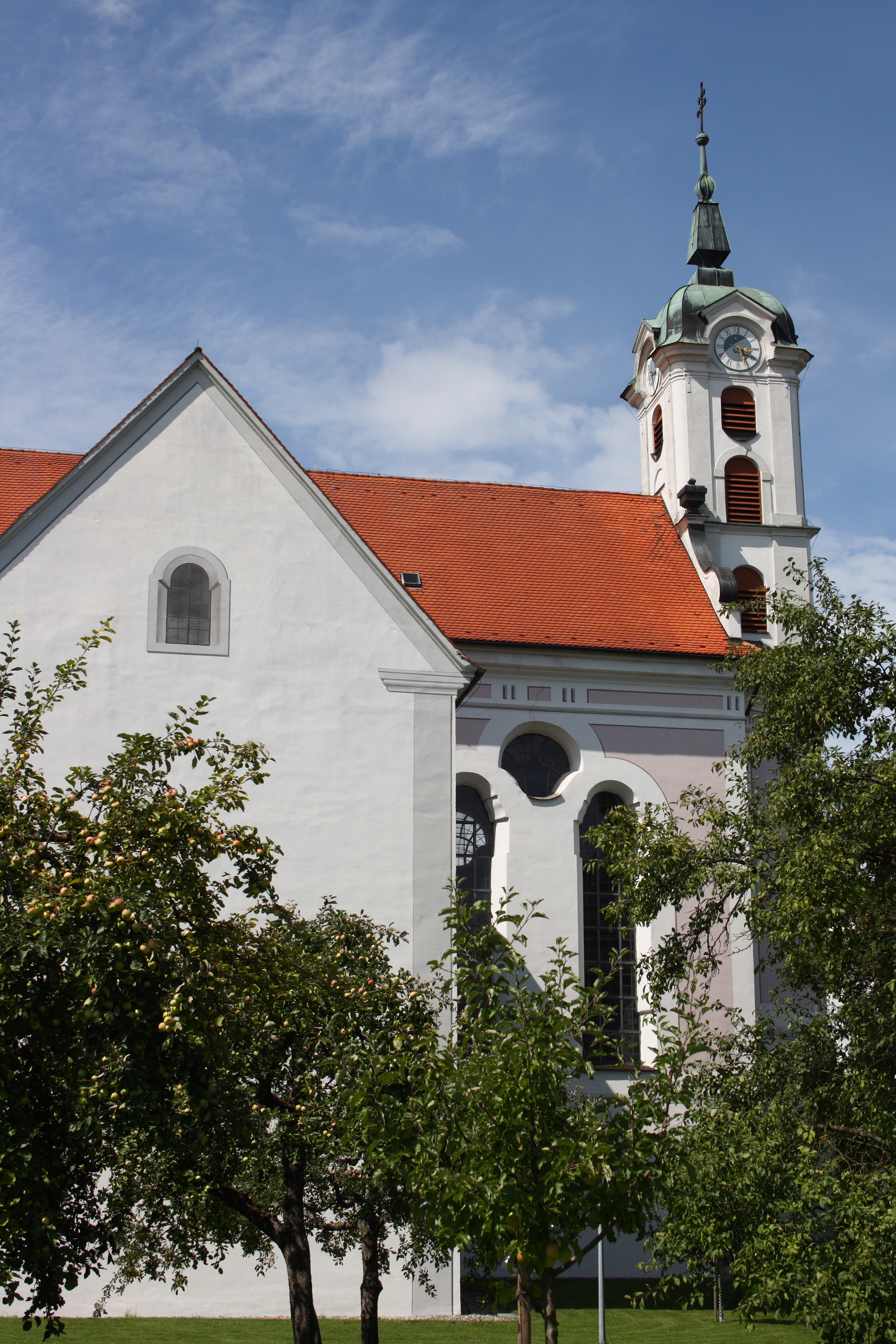
Klosterkirche Elchingen

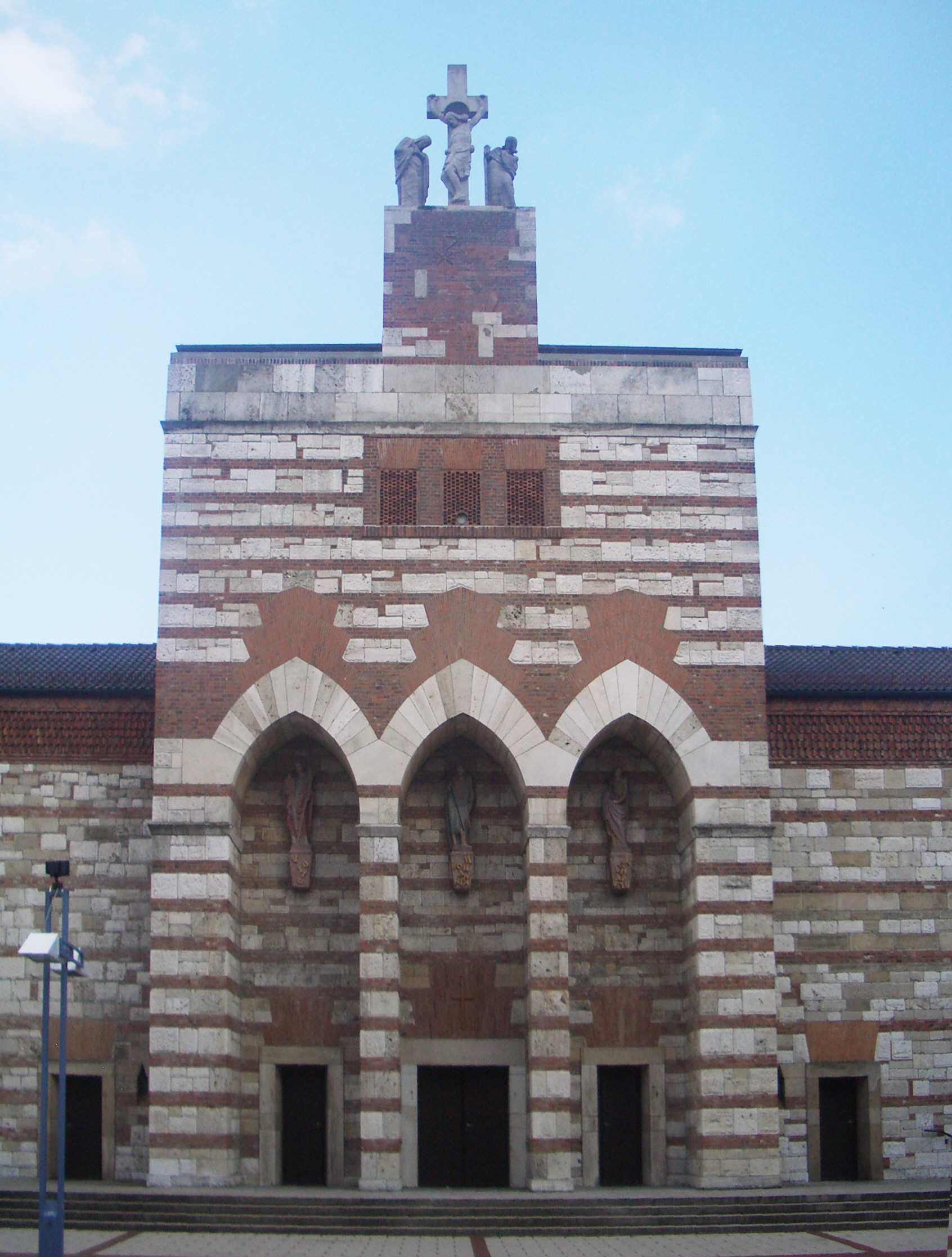
Stadtpfarrkirche St. Johann Baptist Neu-Ulm

Das Dekanat Neu-Ulm mit Sitz in Neu-Ulm ist eines von 23 Dekanaten des römisch-katholischen Bistums Augsburg.
Das Dekanat entstand im Zuge der Bistumsreform vom 1. Dezember 2012 durch die Zusammenlegung der früheren Dekanate Neu-Ulm und Illertissen.

## Gliederung
- Altenstadt

Altenstadt „Zum Guten Hirten“,
Herrenstetten „St. Martin“,
Kellmünz „St. Martin“,
Osterberg „St. Peter und Paul“,
Untereichen „St. Peter und Paul“;
- Buch/Obenhausen

Buch „St. Valentin“,
Christertshofen „St. Georg“,
Gannertshofen „St. Mauritius“,
Obenhausen „St. Martin“,
Oberroth „St. Stephan“,
Rennertshofen „St. Stephan“,
Unterroth „St. Gordian und Epimach“,
Matzenhofen „Zur schmerzhaften Muttergottes“,
Ritzisried „St. Jakobus maj.“;
- Illertissen

Au „Mariä Himmelfahrt“,
Illertissen „St. Martin“,
Betlinshausen „St. Johannes Baptist“,
Jedesheim „St. Meinrad“,
Tiefenbach „St. Antonius (Einsiedler)“;
- Vöhringen

Bellenberg „Unserer Lieben Frau vom Rosenkranz“,
Illerberg „St. Martin“,
Illerzell „St. Ulrich“,
Vöhringen „St. Michael“;
- Elchingen

Oberelchingen „St. Peter und Paul“,
Thalfingen „St. Laurentius“,
Unterelchingen „St. Michael“;
- Nersingen

Nersingen „St. Ulrich“,
Oberfahlheim „St. Dionysius“,
Straß „St. Johann Baptist“;
- Neu-Ulm

Burlafingen „St. Konrad“,
Finningen „St. Mammas“,
Neu-Ulm „St. Johannes Baptist“,
Neu-Ulm-Ludwigsfeld „Christus, unser Friede“,
Neu-Ulm-Offenhausen „St. Albert“,
Neu-Ulm-Pfuhl „Heilig Kreuz“;
- Pfaffenhofen a. d. Roth

Beuren „St. Cosmas und Damian“,
Balmertshofen „St. Michael“,
Holzheim „St. Peter und Paul“,
Kadeltshofen-Remmeltshofen „St. Michael“,
Pfaffenhofen/Roth „St. Martin“,
Diepertshofen „St. Ulrich“,
Niederhausen „St. Dominikus“,
Roth „St. Leonhard“,
Raunertshofen „St. Anton“,
Marienfried „Maria, Mutter der Kirche“;
- Roggenburg

Biberach „St. Sebastian“,
Biberachzell „Mariä Himmelfahrt“,
Oberreichenbach „St. Johannes Baptist“,
Roggenburg „Mariä Himmelfahrt“,
Meßhofen „St. Cosmas und Damian“,
Ingstetten „St. Agatha“,
Schießen „Mariä Geburt“,
Wallenhausen „St. Mauritius“,
Biberberg „St. Andreas“;
- Senden

Aufheim „St Johannes Baptist“,
Gerlenhofen „Maria Königin“,
Senden „St. Josef der Arbeiter“,
Witzighausen „Mariä Geburt“,
Wullenstetten „Mariä Verkündigung“;
- Weißenhorn

Attenhofen „St. Laurentius“,
Bubenhausen „St. Michael“,
Hegelhofen „St. Nikolaus“,
Oberhausen „St. Alban“,
Weißenhorn „Mariä Himmelfahrt“,
Grafertshofen „St Cyriakus“,
Emershofen „St. Anna“;